# Theridion fruticum
Theridion fruticum là một loài nhện trong họ Theridiidae.
Loài này thuộc chi Theridion. Theridion fruticum được Eugène Simon miêu tả năm 1890.